# Universidade Politécnica Estadual da Califórnia
A Universidade Politécnica Estadual da Califórnia ou Universidade Politécnica Estadual da Califórnia, San Luis Obispo, também conhecida como Cal Poly San Luis Obispo ou simplesmente Cal Poly, é uma universidade pública localizada em San Luis Obispo, Califórnia, Estados Unidos. 
A divisão esportiva da universidade é conhecida como Cal Poly Mustangs.